# Hedda Bakkemo
Hedda Bakkemo (* 25. Juni 2001) ist eine norwegische Skilangläuferin.

## Werdegang
Bakkemo, die für den Gjøvik SK startet, nahm bis 2020 an Juniorenrennen teil und startete im Februar 2022 in Falun erstmals im Scandinavian-Cup, wobei sie den 64. Platz im Sprint errang. In der Saison 2022/23 erreichte sie dort mit dem dritten Platz im Sprint ihre erste Podestplatzierung im Scandinavian-Cup und nahm in Drammen erstmals am Skilanglauf-Weltcup teil, wobei sie mit dem 25. Platz im Sprint ihre ersten Weltcuppunkte holen konnte. Zudem lief sie bei den U23-Weltmeisterschaften 2023 in Whistler auf den neunten Platz im Sprint. In der folgenden Saison wurde sie norwegische Meisterin im Sprint und kam beim Weltcup in Drammen mit dem 31. Platz im Sprint erneut in die Punkteränge.